# Nomada lippiae
Nomada lippiae är en biart som beskrevs av Cockerell 1903. Nomada lippiae ingår i släktet gökbin, och familjen långtungebin.

## Underarter
Arten delas in i följande underarter:
- N. l. lippiae
- N. l. sublippiae